# プルゼニ

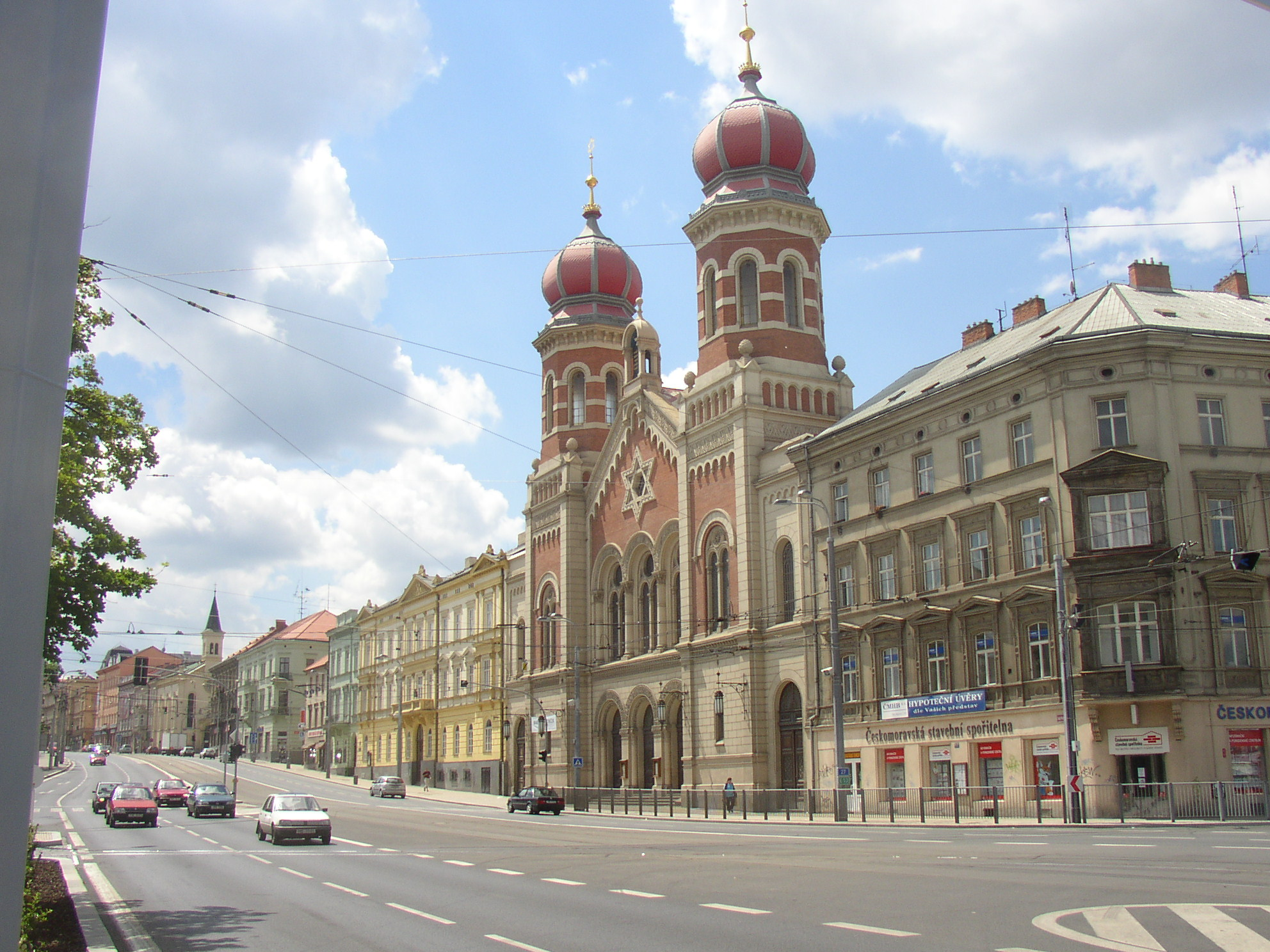
プルゼニのシナゴーグ

プルゼニ（チェコ語: Plzeň [ˈpl̩zɛɲ] ( 音声ファイル)、ドイツ語: Pilsen [ˈpɪlzn̩] ( 音声ファイル)）は、チェコ共和国のボヘミア地方西部の都市。プラハ、ブルノ、オストラバに次ぎチェコ第4の都市。プルゼニ州の州都。プルゼニュの表記もあり、ドイツ語名のピルゼンでも知られる。

## 概要
20世紀前半にはヨーロッパ有数の工業コングロマリットだったシュコダ社の本拠地であった。
プルゼニで醸造されているビールはピルゼンビールと呼ばれる。ビールの醸造法であるピルスナーはこの名に由来する。ピルスナーの元祖「ピルスナー・ウルケル」が誕生したのもこの街である。

## 歴史

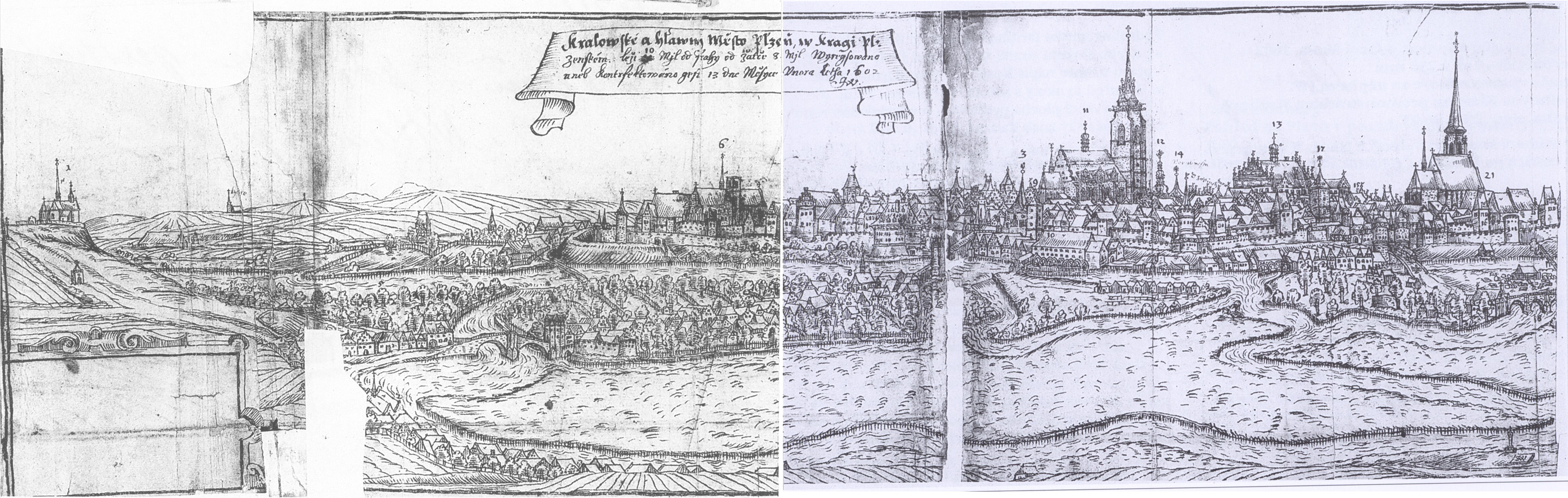
17世紀のプルゼニを描いた絵

プルゼニが初めて城として歴史上にその名を現したのは976年、ボヘミア公ボレスワフ2世と神聖ローマ皇帝オットー2世の戦いの地としてであった。1295年にボヘミア王ヴァーツラフ2世が特権を与え町とし、元々プルゼニのあった場所（ここは現在スタリー・プルゼネツの町となっている）から10kmほど離れた場所へ新たな町をつくった。プルゼニはニュルンベルクとレーゲンスブルクとをつなぐ通商路にある重要な町として急速に発展した。14世紀には、ボヘミア内でプラハ、クトナー・ホラに次いで3番目に大きな町であった。フス戦争の間、町はフス派に抵抗するカトリック派抵抗勢力の牙城であった。フス派の将軍プロコプ・ヴェリキーは3度プルゼニの包囲に失敗し、プルゼニはボヘミア王イジーと敵対する神聖ローマ帝国貴族同盟に加わった。1468年には町は活字印刷機を得た。ボヘミアで初めて出版された本であるトロヤン年代記（Troyan、またはTrojan Chronicle）は、この印刷機で刷られた。 
神聖ローマ皇帝ルドルフ2世は、1599年から1600年にかけプルゼニに宮廷をおいた。三十年戦争では、町はピルゼン包囲（en）の後、1618年にマンスフェルト伯が支配するところとなった。1621年、神聖ローマ帝国軍が町を奪還した。アルブレヒト・フォン・ヴァレンシュタインは、1633年に冬季用宿舎をもうけた。町は1637年と1648年にスウェーデン帝国の包囲を受けるが、不成功に終わった。
17世紀の終わり、ピルゼンの建築がバロック様式の影響を受け始めた。ピルゼンの歴史地区は1989年から歴史保護区となった。
第二次世界大戦末期の1945年5月6日、プルゼニはジョージ・パットン将軍率いるアメリカ軍第3軍によって、ナチス・ドイツから解放された。市の解放を共に行ったのは第2軍の第97師団であった。別の第3軍の隊は、西ボヘミアの大部分を開放した。チェコスロバキアの残りの部分は、ソビエト連邦赤軍によってドイツ支配から解放された。第3軍の分隊は、戦後のチェコ再建を支援するために1945年11月までプルゼニにとどまった。1948年に、共産主義体制が権力を掌握後、政府は市と西ボヘミアを解放したアメリカ軍の役割を承認する全てを抑圧する目的で、組織だったキャンペーンを行った。この試みは、共産主義体制が崩壊する1989年まで続けられた。
1990年から、プルゼニは毎年5月に解放を祝うフェスティヴァルを運営している。これは既に地元の伝統行事となり、多くのアメリカ軍退役兵や連合国側の退役兵が参加している。
1953年、ソビエト社会主義共和国連邦に指導されたチェコスロバキア政府は貨幣改良に着手した。この決定が、社会全体を吹き荒らす不平不満の嵐を巻き起こし、同年に起きたプルゼニの反乱（en）ではさらに激しくなった。
2015年には欧州文化首都に指定された。

## 気候
| プルゼニ（1981年 - 2010年）の気候 | プルゼニ（1981年 - 2010年）の気候 | プルゼニ（1981年 - 2010年）の気候 | プルゼニ（1981年 - 2010年）の気候 | プルゼニ（1981年 - 2010年）の気候 | プルゼニ（1981年 - 2010年）の気候 | プルゼニ（1981年 - 2010年）の気候 | プルゼニ（1981年 - 2010年）の気候 | プルゼニ（1981年 - 2010年）の気候 | プルゼニ（1981年 - 2010年）の気候 | プルゼニ（1981年 - 2010年）の気候 | プルゼニ（1981年 - 2010年）の気候 | プルゼニ（1981年 - 2010年）の気候 | プルゼニ（1981年 - 2010年）の気候 |
| 月                                | 1月                               | 2月                               | 3月                               | 4月                               | 5月                               | 6月                               | 7月                               | 8月                               | 9月                               | 10月                              | 11月                              | 12月                              | 年                                |
| --------------------------------- | --------------------------------- | --------------------------------- | --------------------------------- | --------------------------------- | --------------------------------- | --------------------------------- | --------------------------------- | --------------------------------- | --------------------------------- | --------------------------------- | --------------------------------- | --------------------------------- | --------------------------------- |
| 最高気温記録 °C （°F）            | 15.8 (60.4)                       | 19.0 (66.2)                       | 22.1 (71.8)                       | 27.0 (80.6)                       | 38.1 (100.6)                      | 34.0 (93.2)                       | 39.0 (102.2)                      | 36.3 (97.3)                       | 29.8 (85.6)                       | 27.1 (80.8)                       | 17.6 (63.7)                       | 22.2 (72)                         | 39 (102.2)                        |
| 平均最高気温 °C （°F）            | 1.3 (34.3)                        | 2.7 (36.9)                        | 8.2 (46.8)                        | 13.2 (55.8)                       | 18.0 (64.4)                       | 21.3 (70.3)                       | 24.3 (75.7)                       | 24.0 (75.2)                       | 19.0 (66.2)                       | 13.3 (55.9)                       | 5.7 (42.3)                        | 2.1 (35.8)                        | 12.8 (55)                         |
| 日平均気温 °C （°F）              | −1.5 (29.3)                       | −1.0 (30.2)                       | 3.8 (38.8)                        | 7.6 (45.7)                        | 12.8 (55)                         | 15.4 (59.7)                       | 17.9 (64.2)                       | 17.7 (63.9)                       | 13.4 (56.1)                       | 8.6 (47.5)                        | 2.8 (37)                          | −0.2 (31.6)                       | 8.1 (46.6)                        |
| 平均最低気温 °C （°F）            | −4.0 (24.8)                       | −4.3 (24.3)                       | −0.4 (31.3)                       | 2.1 (35.8)                        | 6.8 (44.2)                        | 9.1 (48.4)                        | 10.9 (51.6)                       | 10.3 (50.5)                       | 8.0 (46.4)                        | 3.9 (39)                          | 0.3 (32.5)                        | −2.2 (28)                         | 3.4 (38.1)                        |
| 最低気温記録 °C （°F）            | −24.8 (−12.6)                     | −25.2 (−13.4)                     | −25.8 (−14.4)                     | −11.1 (12)                        | −3.0 (26.6)                       | 0.3 (32.5)                        | −0.9 (30.4)                       | −8.1 (17.4)                       | −0.8 (30.6)                       | −6.4 (20.5)                       | −14.2 (6.4)                       | −26.5 (−15.7)                     | −26.5 (−15.7)                     |
| 降水量 mm （inch）                | 35.8 (1.409)                      | 23.9 (0.941)                      | 35.3 (1.39)                       | 31.4 (1.236)                      | 57.7 (2.272)                      | 75.7 (2.98)                       | 77.8 (3.063)                      | 68.3 (2.689)                      | 42.7 (1.681)                      | 46.7 (1.839)                      | 48.0 (1.89)                       | 32.5 (1.28)                       | 575.6 (22.661)                    |
| 平均降水日数 （≥1 mm）            | 9.2                               | 7.5                               | 8.8                               | 8.3                               | 10.7                              | 11.6                              | 10.9                              | 10.6                              | 9.1                               | 7.9                               | 10.1                              | 9.9                               | 114.6                             |
| 出典：infoclimat.fr               |                                   |                                   |                                   |                                   |                                   |                                   |                                   |                                   |                                   |                                   |                                   |                                   |                                   |

## 教育と経済

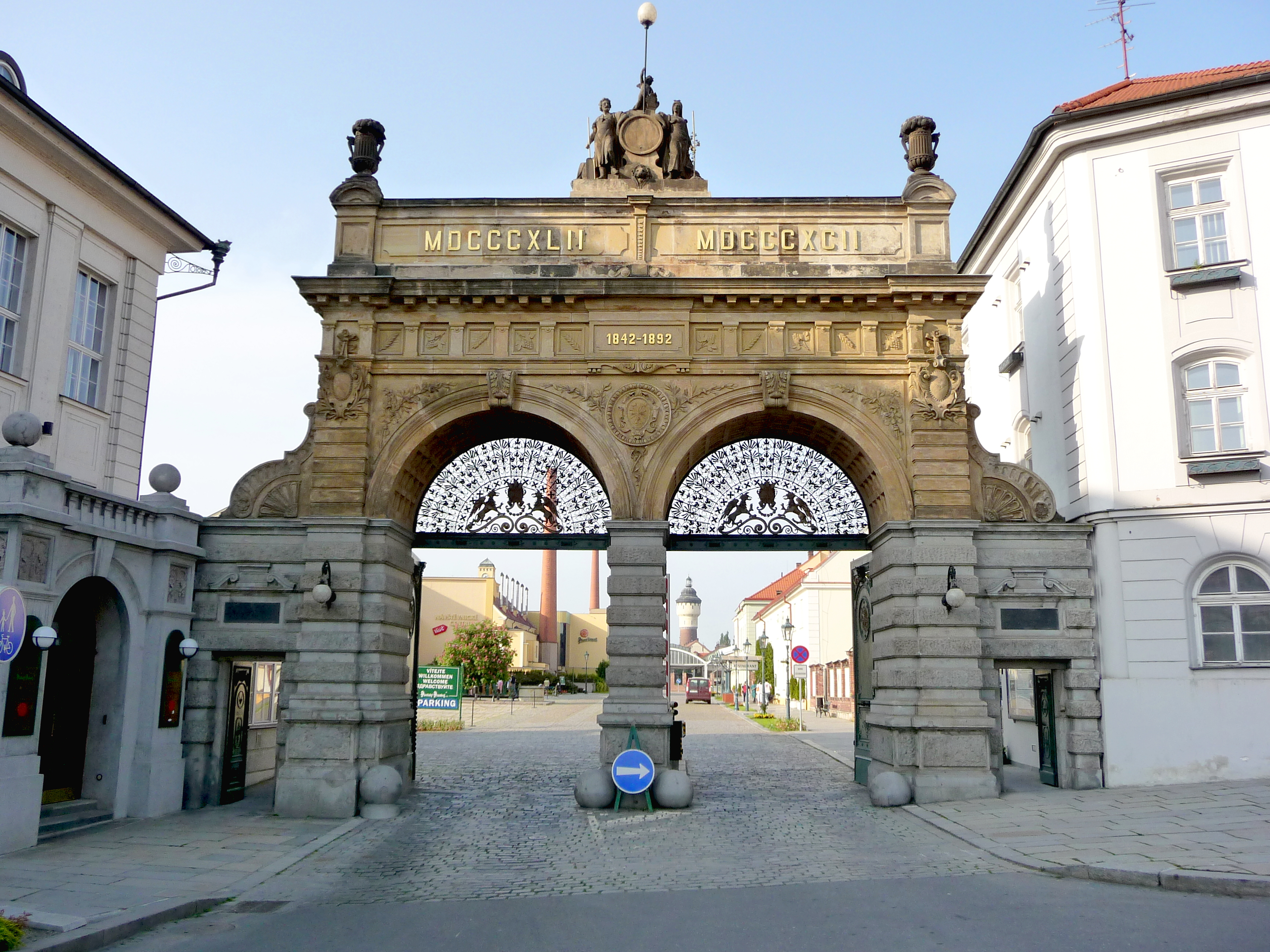
ピルスナー・ウルケル醸造所の正門

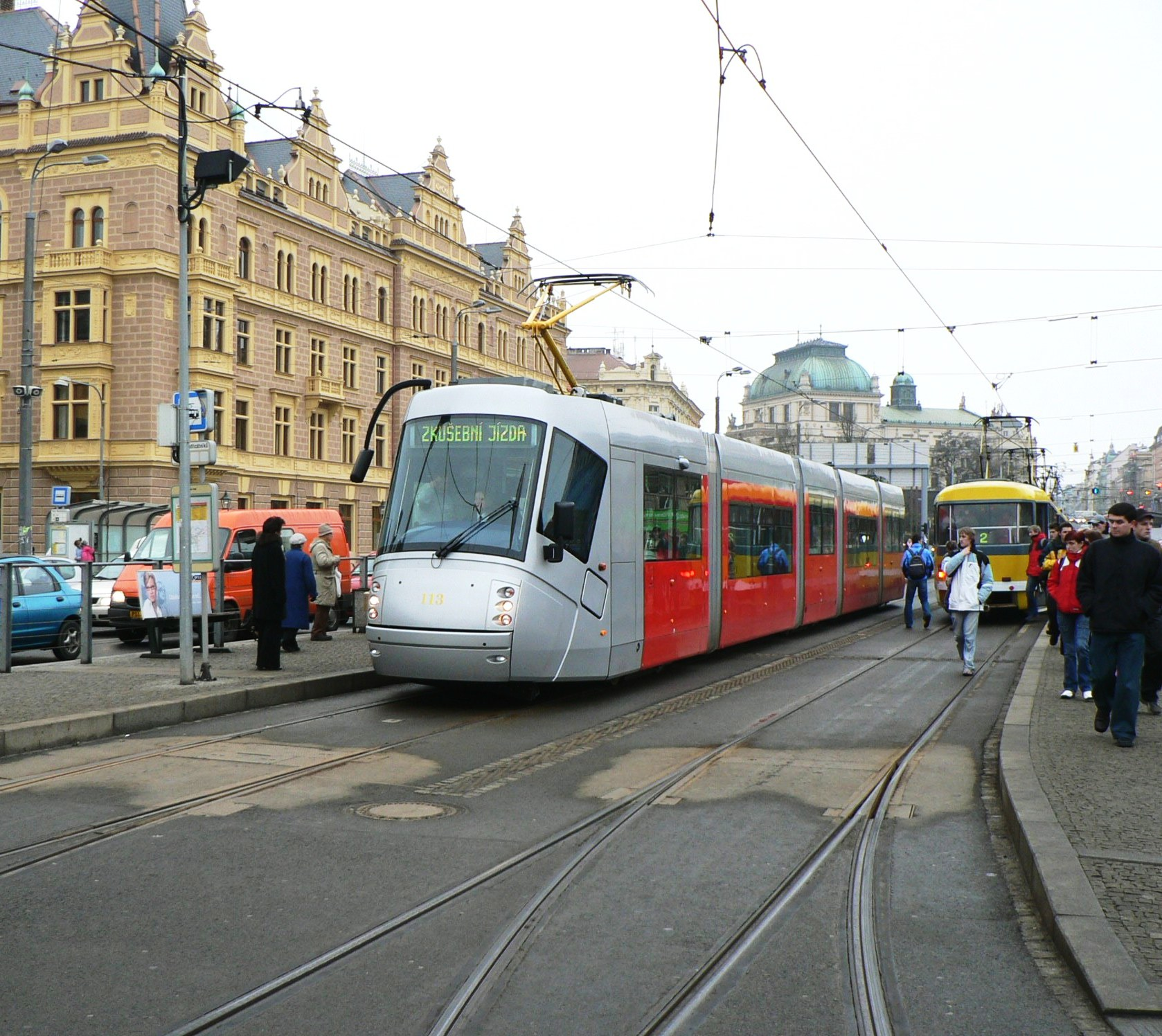
市内を走るシュコダ製トラム

プルゼニは学術、ビジネス、文化におけるチェコ西部の中心地である。西ボヘミア大学は法学、機械工学、応用科学の部門でよく知られている。
1990年代半ば以降、プルゼニは外国からの投資によって急成長を遂げている。
仮にそれに人口のたった29.8%が含まれるとしても、プルゼニの生産はおよそプルゼニ地方のGDPの2/3を占める。これらの背景を基盤とし、プルゼニは合計およそ72億ドルのGDPをもつ。一人あたりの年間GDPは44,000ドルである。この割合には郊外通勤者が含まれているが、プルゼニはチェコ内で最も繁栄する都市の1つである。
1859年にプルゼニで創業されたシュコダは、オーストリア＝ハンガリー帝国内の重要な会社であり、チェコスロバキアとチェコの機械学においても同様であった。会社の製品は東側諸国の需要に直接結びついた。ビロード革命後、会社は必然的に債務や販売の問題に陥った。大きな経営再建後、会社は主要な2つの関連会社ーシュコダの運輸部門（蒸気機関、トラム、地下鉄を扱う。旧共産圏各国及びオレゴン州ポートランド、ワシントン州タコマ、シアトル、サルデーニャでも使用されている）、そしてタービン部門を持っている。
多くの外国企業が今プルゼニを基盤に自社製品を製造している（ダイキンとパナソニックが工場をかまえる）。もはや使用されていないシュコダの工場が占める広大な地域の再開発について議論が起こっている。
プルゼニにはチェコ有数の大規模なビール醸造場（ピルスナー・ウルケル）と、大規模な蒸留所がある。

## 交通

### 鉄道路線
チェコ鉄道（ČD）
- プラハ - プルゼニ線
  - 　プルゼニ・ドゥブラフカ駅（チェコ語版） - プルゼニ本駅（チェコ語版）
- プルゼニ - ジャテツ線
  - 　プルゼニ本駅 - プルゼニ・ビーラーホラ駅 - プルゼニ・ボレヴェツ駅 - プルゼニ・オルリーク駅（チェコ語版）
- プルゼニ - ヘブ線
  - プルゼニ本駅 -  プルゼニ南郊駅（チェコ語版） - プルゼニ・下スクヴルナーニ駅 - プルゼニ・クルジミツェ駅（チェコ語版）
- プルゼニ - フルト・イム・ヴァルト線
  - プルゼニ本駅 -  プルゼニ南郊駅（チェコ語版） - プルゼニ・スクヴルニャニ駅

プルゼニ市交通会社（PDMP）
- プルゼニ市電
- プルゼニ・トロリーバス

## 観光

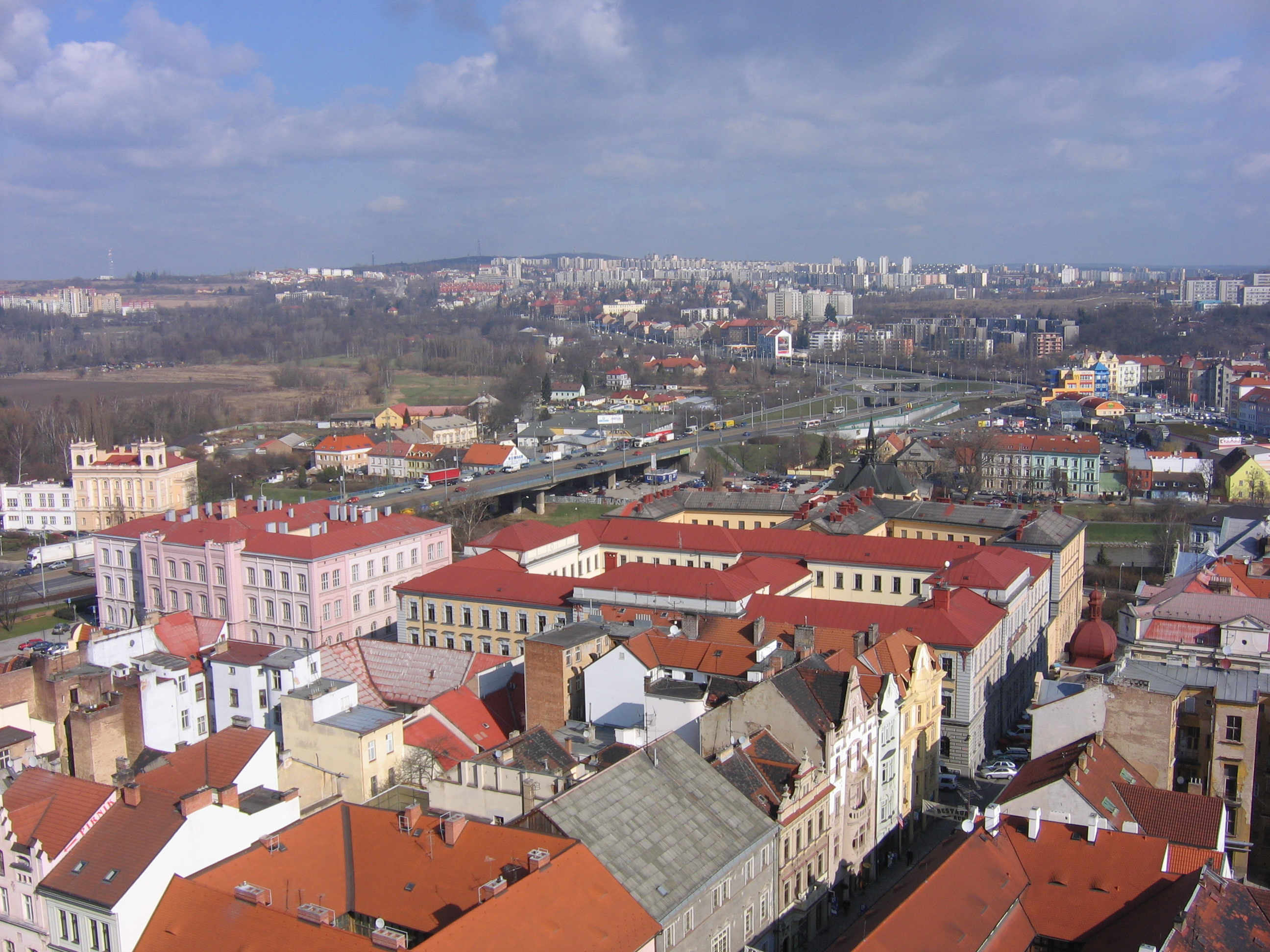
プルゼニ市街

プルゼニで最も目を引く場所は、13世紀後半に建てられたゴシック様式の聖バルトロメイ大聖堂（en）である。塔の高さは102.26mでチェコで最も高い。ルネサンス様式のタウンホール、そしてヨーロッパで2番目に大きいシナゴーグであるネオ・ムーア様式の大シナゴーグがある。20kmにもおよぶ中世の地下道網もある。これは中欧で最長である。この地下道網の一部は観光のため一般に開放されている。そこはおよそ全長750m、深さ12mある。
プルゼニは1842年からあるビールのブランドピルスナー・ウルケル、1869年からあるGambrinus（現在は南アフリカの企業が所有）の銘柄でよく知られる。人気のある観光地はピルスナー・ウルケル（Plzeňský Prazdroj）醸造所で、観光客はビールの歴史を探索できる。ピルスナー・スタイルのビールは、19世紀にプルゼニで発展した。

## スポーツ
- HCシュコダ・プルゼニ（チェコ語版） - チェコ・エクストラリーグのアイスホッケークラブ
- FCヴィクトリア・プルゼニ - サッカークラブ

## プルゼニゆかりの人物
- ペトル・チェフ - サッカー選手
- カレル・ゴット - 歌手
- ベドルジハ・スメタナ - 作曲家

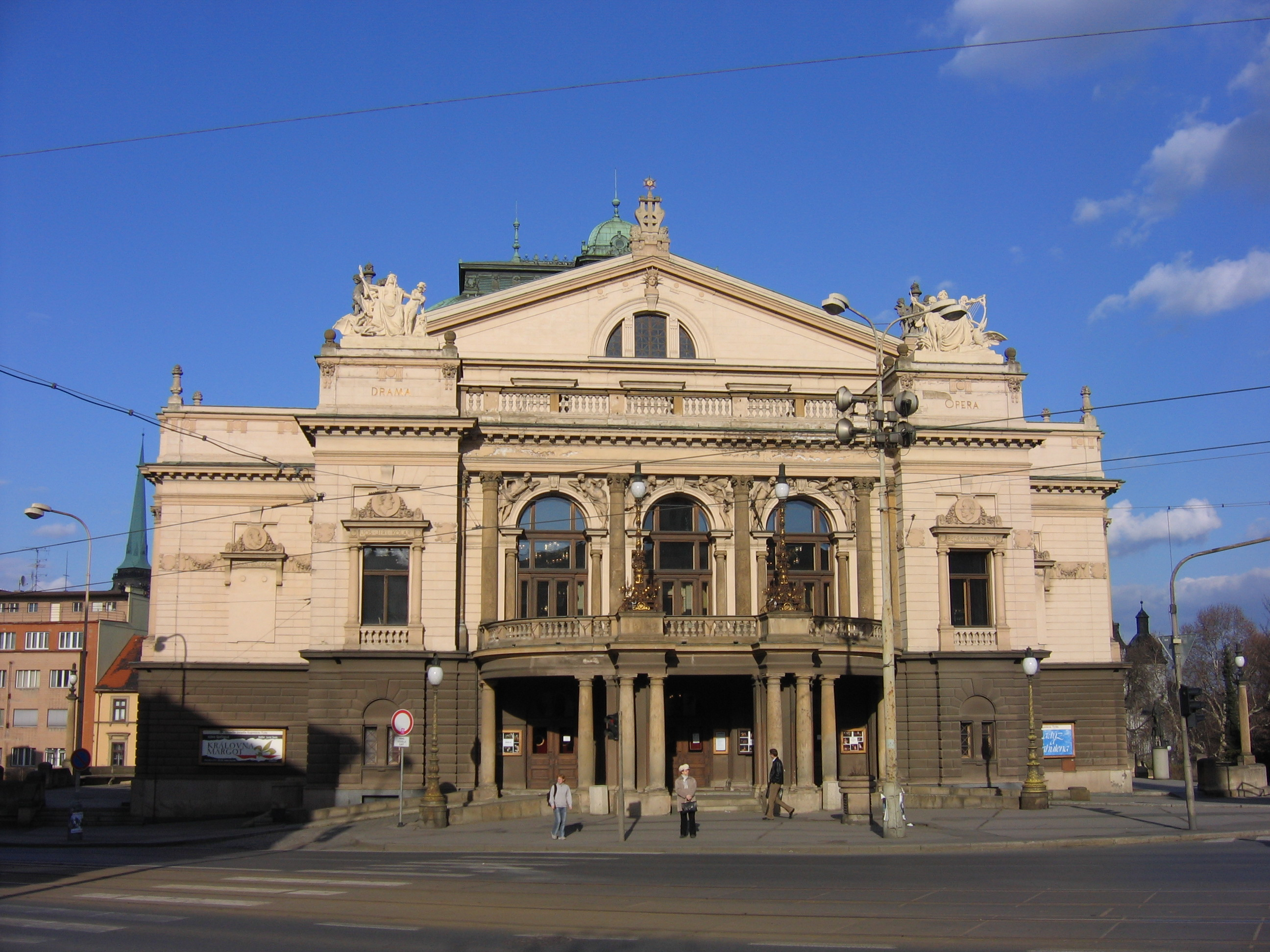
ヨセファ・カイェターナ劇場

- カテリナ・エモンシュ　-　射撃選手。オリンピック金メダリスト
- ペーター・グリューンベルク　-　物理学者。2007年度ノーベル物理学賞受賞。
- トマシュ・スミッド　-　元プロテニス選手
- ヨゼフ・マンドル　-　画家
- ミロスラフ・ホルブ - 詩人、免疫学者

## 姉妹都市
- バーミングハム、アメリカ合衆国アラバマ州
- レーゲンスブルク、ドイツ
- 群馬県高崎市、日本
- サントアンドレ、ブラジル
- ヴィンタートゥール、スイス
- リエージュ、ベルギー
- エカテリンブルク、ロシア
- ヘンゲロー、オランダ